# Марбл-Хилл (Манхэттен)
Ма́рбл-Хи́лл (англ. Marble Hill — Мраморный Холм) — район на севере боро Манхэттен, города Нью-Йорк. Несмотря на то что Марбл-Хилл де-юре является частью боро Манхэттен, де-факто он не принадлежит острову Манхэттен и является единственным районом Манхэттена, расположенным на материке. На юге Марбл-Хилл ограничен спрямлённым руслом реки Гарлем, на севере — Западной 230-й улицей, на востоке — улицей Экстериор-стрит. Из-за своего географического положения Марбл-Хилл часто рассматривается как часть Бронкса, с которым граничит; в частности, он находится под юрисдикцией 8-го общественного совета Бронкса.

## История
Изначально территория, на которой ныне находится Марбл-Хилл, была частью острова Манхэттен. Она омывалась проливом Гарлем и заводью Спайтен-Дайвил (англ. Spuyten Duyvil Creek). Земли Марбл-Хилла соединялись с континентом мостами Кингс (англ. Kings Bridge) и Фармерс-Фри (англ. Farmers' Free Bridge) 1693 и 1759 годов постройки, соответственно. В 1776 году, во время Войны за независимость, гессенцы возвели в Марбл-Хилле форт Принс-Чарльз (англ. Fort Prince Charles), назвав его в честь Карла Вильгельма Фердинанда. Однако он простоял лишь три года, и уже осенью 1779 года был снесён. В начале XIX столетия на территории района был открыт мраморный (англ. marble) карьер. Добываемая в нём порода шла на постройку административных зданий в Нижнем Манхэттене. В 1891 году по этому карьеру район получил своё нынешнее название. В июне 1895 года был прорыт судоходный канал, превративший Марбл-Хилл в остров. Перед Первой мировой войной заводь Спайтен-Дайвил была засыпана, и Марбл-Хилл отошёл к континентальной части города. Вплоть до прокладки линий метрополитена район был малонаселённым. Однако уже в 1920–30 годы в Марбл-Хилле велась активная застройка многоквартирного жилья для среднего класса. Ныне Марбл-Хилл являет собой типичный жилой район.

## Население
По данным на 2009 год, численность населения квартала составляла 8941 житель. Средняя плотность населения составляла около 18 082 чел./км², превышая среднюю плотность населения по Бронксу почти в 1,5 раза. В расовом соотношении около 2⁄3 представлено латиноамериканцами. Средний доход на домашнее хозяйство был несколько ниже среднего показателя по Бронксу: $27 810.

## Общественный транспорт
Марбл-Хилл обслуживается станцией Марбл-Хилл — 225-я улица линии Бродвея и Седьмой авеню Нью-Йоркского метрополитена. В районе имеется станция Марбл-Хилл железной дороги Метро-Норт. По состоянию на апрель 2013 года в Марбл-Хилле действовали автобусные маршруты BxM1, Bx7, Bx9 и Bx20.